# Murray Hill, Kentucky
Murray Hill är en inkorporerad ort i Jefferson County i Kentucky. Vid 2020 års folkräkning hade Murray Hill 565 invånare.